# Árpáden
De Árpáden (Hongaars: Árpádok, Kroatisch: Arpadovići, Servisch: Арпадовци/Arpadovci, Slovaaks: Arpádovci, Turks: Arpatlar) waren een naar Árpád vernoemde Hongaarse koninklijke dynastie.
De eerste die uit deze dynastie op de troon kwam, was de heilige Stefanus (997). De laatste koning uit dit huis was Andreas III van Hongarije (gestorven in 1301).

## Vorsten der Magyaren
| NAAM                  | PERIODE    | Opmerkingen: |                       |
| ARPADEN               |            |              |                       |
| Álmos                 | ? - 895    |              |                       |
| Árpád                 | 895 - 907  |              |                       |
| Zoltán                | 907 - 948  |              |                       |
| Fajsz                 | 948 - 955  |              |                       |
| Taksony               | 955 - 972  |              |                       |
| Géza                  | 972 - 997  |              |                       |
| Stefanus I de Heilige | 997 - 1000 |              | Standbeeld van Árpád. |

## Koningen

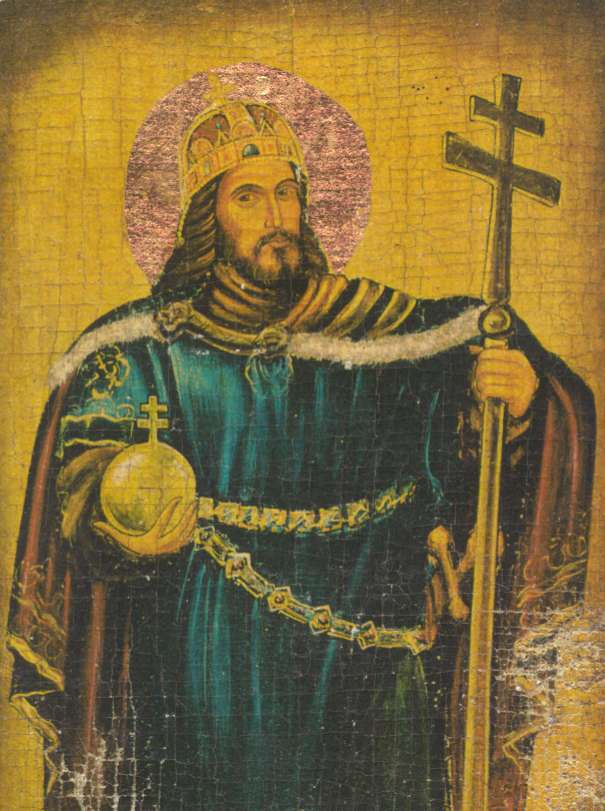
Portret van Stephanus I.

| NAAM                     | PERIODE     | Opmerkingen:                                                                               |
| ------------------------ | ----------- | ------------------------------------------------------------------------------------------ |
| ARPADEN                  |             |                                                                                            |
| Stefanus I de Heilige    | 1000 - 1038 |                                                                                            |
| Dynastieke strijd        |             |                                                                                            |
| Peter Orseolo            | 1038 - 1041 | neef van Stefanus I (zoon van zus Maria)                                                   |
| Sámuel Aba               | 1041 - 1044 | neef van Stefanus I (zoon van zus Zarolta) + zwager van Stefanus I (gehuwd met zus Gisela) |
| Peter Orseolo            | 1044 - 1046 | (opnieuw)                                                                                  |
|                          | 1046 - 1047 | Opstand                                                                                    |
| ARPADEN                  |             |                                                                                            |
| Andreas I de Katholieke  | 1047 - 1061 |                                                                                            |
| Béla I                   | 1061 - 1063 | broer                                                                                      |
| Salomo                   | 1063 - 1074 | neef, zoon van Andreas I                                                                   |
| Géza I                   | 1074 - 1077 | zoon van Béla I                                                                            |
| Ladislaus I de Heilige   | 1077 - 1095 | broer                                                                                      |
| Koloman                  | 1095 - 1114 | neef, zoon van Géza I                                                                      |
| Stefanus II              | 1114 - 1131 | zoon                                                                                       |
| Béla II                  | 1131 - 1141 | neef, kleinzoon van Géza I                                                                 |
| Géza II                  | 1141 - 1161 | zoon                                                                                       |
| Stefanus III             | 1161 - 1162 | zoon                                                                                       |
| Ladislaus II             | 1162 - 1163 | oom, zoon van Béla II                                                                      |
| Stefanus IV              | 1163        | broer                                                                                      |
| Stefanus III             | 1163 - 1172 | (opnieuw)                                                                                  |
| Béla III                 | 1172 - 1196 | broer                                                                                      |
| Emmerik                  | 1196 - 1204 | zoon                                                                                       |
| Ladislaus III            | 1204 - 1205 | zoon                                                                                       |
| Andreas II               | 1205 - 1235 | oom, zoon van Béla III                                                                     |
| Béla IV                  | 1235 - 1270 | zoon                                                                                       |
| Stefanus V               | 1270 - 1272 | zoon                                                                                       |
| Ladislaus IV de Komaan   | 1272 - 1290 | zoon                                                                                       |
| Andreas III de Venetiaan | 1290 - 1301 | achterneef, kleinzoon van Andreas II                                                       |
|                          | 1289 - 1295 | titulair Karel Martel, kleinzoon van Stefanus V                                            |